# Hitman: Absolution
A Hitman: Absolution a Hitman videójáték-sorozat ötödik része. Az előzőekhez hasonlóan a játék fejlesztője az IO Interactive, de most először nem az Eidos Interactive, hanem a Square Enix cég jelentette meg (a Square Enix 2009-ben megvette az Eidost). A játékot Windowsra, PS3-ra és Xbox 360-ra szánják. A sorozat új tagja a Glacier 2 játékmotorral fut, ami egyesíti a klasszikus Hitman játékmechanikáját a vadonatúj mechanikával. A játék története tovább kutat a 47-es ügynök rejtélyes életében. A játékot először az Electronic Entertainment Expo 2011-ben, Los Angelesben mutatták be.

## Cselekmény
|  | Alább a cselekmény részletei következnek! |

A Hitman: Blood Money végén Diana tetszhalott állapotba segítette 47-est, hogy meg tudjon lógni a Franchise szervezet elől miután 47-es megölte a vezetőjüket, Alexander Leland Cayne korábbi FBI igazgatót. Azóta se Diana, se az Ügynökség nem tud semmit a hollétéről.
A bevezetésben megtudjuk hogy Diana véget vetett az Ügynökségnek, miután felfedte az ügynökök kilétét, törölte a cég minden fiókját és megszüntette az összes kommunikációs vonalat, majd a fejetlenséget kihasználva eltűnt. Később az Ügynökség újraszerveződött és rátaláltak a nőre. A cég vezetője, Benjamin Travis felbérli a 47-est hogy iktassa ki Diana-t, aki elvállalja a feladatot és végre is hajtja. Halála előtt a nő egy levelet ad át neki és megkéri vigyázzon egy Victoria nevű lányra. Diana még elárulja, hogy a lány is egy genetikailag módosított egyén akiből gyilkológépet akartak csinálni, pont mint 47-esből. Diana ezt nem akarta ezért elszökött el vele és tette ezt az Ügynökséggel.
47-es egy árvaházban rejti el a lányt, majd felveszi a kapcsolatot informátorával, Birdie-vel, hogy derítse ki mi az igazság a lány és a cég között. A férfi elvállalja de cserébe a 47-esnek el kell intéznie egy bandavezért a kínai negyedben és oda kell adnia a táskáját. Újabb személyre hívja fel a figyelmet az informátorː Blake Dexter. 47-es meglátogatja őt a Terminus Hotelben, majd egy beszélgetésből megtudja hogy Blake el akarja elrabolja majd eladni Victoriát a legtöbbet ajánlónak és tanúja lesz, hogy a férfi megöl egy szobalányt. Blake testőre, Sanchez észreveszi a 47-est, majd Dexter fel is ismer így rágyújtja a hotelt és úgy állítja be az esetet mintha a 47-es ölte volna meg a lányt. 47-esnek sikerül megszöknie, de a nyomába van a chicagoi rendőrség. Beszorítják egy könyvtárba, de sikerül onnan is kijutna és elmenni egy vonattal.
A következő feladat Blake informátora Dom Osmand kiiktatása. Ő az aki kiadta Victoria tartózkodási helyét. A feladat teljesítése után Birdie-t figyelmezteti a 47-es hogy Blake felbérelt gengsztereket akiket Edward Wade vezet, hogy megtalálják őt és kiszedjék belőle hol van Victoria. 47-es elintézi a gengsztereket a kínai negyedben, de később rádöbben hogy Birdie-t elfogták és ő az életéért cserébe elárulta Victoria tartózkodási helyét.
Miután 47-es megérkezik az árvaházhoz, Edward Wade emberei betörnek az épületbe. 47-es Victoriát és az árvaház vezetőjét Mary nővért biztonságba helyezi, majd elindul a gyilkosok kiiktatására, akik elvetve a sulykot több nővért is megöltek. Miután az elromlott liftet a 47-es elindította, szerencsétlenségére Wade elfogja a lányt és  is megtalálják Mary nővért is, akit Blake fia, sánta Lenny véletlenül lepuffant. Miután 47-es megtalálja a fogva tartókat és megöli Wade-t, Lenny túszul ejti Victoriát és elmenekül vele. Wadenél egy nyomot találva 47-es elautózik Dél-Dakotába felkeresve egy egy kocsmát ahol információkat szerezhet. Közben Birdie találkozik Blake-kel akinek felajánlja besúgói szolgálatait, de ezt Blake visszautasítja és halálosan meg is fenyegeti. Birdie sejtetően azt állítja tartogat neki egy kis meglepetést, sőt mindenki számára van egy meglepetése...
A kocsmába érkezve a csapostól 47-es megtudja Lenny tartózkodási helyét, közben egy jelenetben látható amint Birdie elküldte 47-es táskáját fegyverek nélkül az Ügynökségnek egy üzenettelː "47-es fantomképe és egy szöveg, "van egy közös problémák". Birdie 47-est egy fegyverboltba irányítja, ahol visszaszerzi a hangtompítós AMT Hardballer típusú fegyvereit akinek szintúgy hagyott egy üzenetet Blake képével és a "van egy közös problémák" szöveggel. Az Ügynökség lenyomozza a 47-es tartózkodási helyét és Travis parancsot ad a "Szentek" nevű csapat bevetésére.
47-es megtalálja Lenny és bandája búvóhelyét, majd miután csapatát kiiktatta Lenny-t elviszi a sivatagba ahol kiszedi belőle hol tartják fogva Victoriát.(A játékban itt választhatunkː vagy megöljük vagy otthagyjuk a sivatagban meghalni. Közben Blake tudósa a Victorián végzett tesztekből rájön, hogy a nyaklánca olyan izotópot tartalmaz ami megfiatalítja a lányt. 47-es következő úti célja a Dexter gyártelep, ahol kiikatatva a biztonsági rendszereket bejut a területre és elintézi az ottani tudósokat és megsemmisíti a kutatási anyagokat. 
Ezután egy ketrecharc eseményt látogat meg ahol választani lehet a játékmenetbenː vagy megküzd Sanchezzal vagy elintézi a szokásos csendes módon.
(Ha a küzdelmet választjuk, Sanchez elmondja hogy egy korrupt sheriffnél van Victoria, ezután 47-es eltöri a nyakát). Következő útja egy kis motelba vezet, ahová a "Szentek" bérgyilkos csoport is ellátogat, majd egy rakétával megsemmisítik az épületet. 47-es kijut az égő épületből és kiiktatja a bérgyilkos csapatot. Közben az Ügynökség vezetője, Travis készül Blake-hez, aki váltságdíjat kért Victoriáért cserébe, viszont Travisnek máshogy szándékozik elrendezni az ügyet. Terve, hogy mindenkit eltesz láb alól és visszaszerzi a lányt és még az Ügynökség pénze is megmarad.
47-es ezután Hope város bíróságára indul ahol a korrupt Skurky sheriff tartja fogva Victoriát.  Miután 47-es lejut a börtön részleghez és épp megtalálja a lányt, elfogják. A sheriff fogságából megszökve Travis embereivel találja szembe magát, de kicselezve őket Skurky után ered. Végül egy templomban rátalálva és halálos sebet ejtve kiszedi belőle hol van Victoria.
Következő lépés Blake kiiktatása, aki egy hotelban rejtőzött el. Átlopakodva az őrökön és eljutva a lifthez 47-es már várják Dexter emberei miközben ő közben menekülőre fogja .A  férfi jobbkeze, Layla hátramarad elintézni 47-est. A liftben egy szusifutár is tartózkodik és mielőtt kinyílna az ajtó  47-es kimászik és a testőrök a futárt lövik le. Megölve Laylát, 47-es a hotel tetején Dextert is kiiktatja és megmenti Victoriát. Ezután egy visszaemlékezésből kiderül az elején átadott levélből, hogy Travis az Ügynökség tudta nélkül hozta létra a lányt. Diana a levélben arra kéri a 47-est adjon lehetőséget Victoriának a jobb életre és ölje meg Travist.
Pár hónappal később 47-es megtalálja Travist és az embereit egy temetőben, akik ezért jöttek hogy kiderítsék Diana tényleg halott-e, ezért exhumáltatják a nő testét. A temetőn való átvágás során Travis asszisztensét is elteszi láb alól, mivel mindent tud az Ügynökség és Travis piszkos dolgairól. Ezután a Travist védelmező 3 praetorianust tüntette el így szabaddá vált az út magához  cég fejéhez, aki a temetői krematóriumba barikádozta el magát. 47-es az ajtó berobbantásával halálos sebeket ejt rajta, aki utolsó szavaival megkérdezi hogy tényleg megölte-e Dianat, de csak annyi választ kap hogy: "Te sohasem fogod megtudni", ezután egyszerűen lelövi.
Később kiderül hogy Diana nem halt meg, mert a lövés nem volt halálos kimenetelű. Végül a nő megköszöni amit érte és Victoriáért tett.
Az epilógusban látható amint a Terminus hotelnél történtek után nyomozó rendőr 47-es fantomképének beazonosításával foglalkozik, amikor Birdie megjelenik és felajánlja segítségét pénzért cserébe...
|  | Itt a vége a cselekmény részletezésének! |

## Végigjátszás
A játék az USA-ban játszódik, és az interneten is lehet játszani Többjátékos módban. Továbbá a játék tartalmaz egy "Instinct" (=ösztön) módot, amivel 47-es látja, hogy merre fog haladni az ellenség.

## Fejlesztés
Bár a tervet, hogy folytatják a Hitman sorozatot, 2007-ben jelentették be először, de 2009 májusában az Eidos is megerősítette, hogy a játék fejlesztés alatt van. Olyan pletykák kerültek napvilágra 2009-ben a cselekmény részleteivel kapcsolatban, hogy 47-esnek egy mélypontról kell magát lelkileg újjáépítenie. 2011. május 6-án egy filmelőzetest tettek közzé és megerősítették a sorozat következő darabjának címét: Hitman: Absolution. A 27 másodperces rövid előzetesben az látható, amint 47-es egy hangtompítót szerel fel egy pisztolyra, majd emberünk  fegyverét, amire egy csörgőkígyó tekeredett fel. Továbbá kijelentették azt is, hogy az új játék ismerős lesz, de mégis el fog térni az előző Hitman produkcióktól.

## Szereplők
- David Bateson újra a 47-es ügynök hangját kölcsönzi.
- Diana Burnwood hangját Vivienne McKee helyett Marsha Thomason adja.[9]
- A fő ellenfél Blake Dexter, akit Keith Carradine szólaltat meg.
- Powers Boothe Benjamin Travisként, a ICA fejeként szerepel a játékban.
- Isabelle Fuhrman, mint Victoria. Diana az ő megmentésére 47-est béreli fel.[10]
- Steven Bauer mint Birdie, aki 47-es informátora.[10]

A játék zenéjét Peter Kyed és Peter Peter szerezte, helyettesítve Jesper Kydet, aki a korábban az előző részekhez írta a zenéket.

## Gépigény
Minimum gépigény:
- Op. rendszer: Windows Vista, Windows 7
- Processzor: 2,4 GHz dualcore Intel vagy AMD processzor
- Memória: 1 GB
- Videókártya: 512 MB, DirectX 10 kompatibilis Nvidia 8-as sorozatszámú vagy AMD Radeon 3000-es sorozatszámú
- HDD 10 GB

Ajánlott gépigény:
- Op. rendszer: Windows Vista, Windows 7
- Processzor: 2.6 GHz dualcore Intel vagy AMD processzor
- Memória: 2 GB
- Videókártya: 1 GB, DirectX 10 kompatibilis Nvidia 400-as sorozatszámú vagy AMD Radeon 5000-es sorozatszámú
- HDD 10 GB

## Játék előzetes
2011. október 10-én a Machinima.com-on megjelent egy videó a játékról, a Square-Enix és IO Interactive egy kis ízelítőt adott ki a közelgő játékhoz. A játékhoz az IO Interactive saját fejlesztésű Glacier 2 játékmotorját használta fel a 17 perces előzeteshez ami a főhősre összpontosít. A karakter megkezdi küldetését teljesen fegyvertelenül egy elhagyott chicagói könyvtárból. Ki kell játszania a rendőrséget, hogy menekülni tudjon. Emiatt több rendőrt is el kell intéznie, élő pajzsként használnia az egyik őrt, majd a videó végén szert tesz egy rendőr egyenruhára így álcázva magát. A trailer végén hivatalos dátum nem jelent meg.

## Fordítás
Ez a szócikk részben vagy egészben  a   Hitman: Absolution című angol Wikipédia-szócikk fordításán alapul.  Az eredeti cikk szerkesztőit annak laptörténete sorolja fel. Ez a jelzés csupán a megfogalmazás eredetét és a szerzői jogokat jelzi, nem szolgál a cikkben szereplő információk forrásmegjelöléseként.